# William John McNaughton
William John McNaughton MM (* 7. Dezember 1926 in Lawrence; † 3. Februar 2020 in Methuen) war ein US-amerikanischer Ordensgeistlicher und römisch-katholischer Bischof von Incheon.

## Leben
William John McNaughton trat 1948 der Ordensgemeinschaft der Maryknoll-Missionare bei und empfing nach seiner theologischen Ausbildung am Ordensseminar am 13. Juni 1953 die Priesterweihe. Nach einem Studium der koreanischen Sprache an der Yale University ging er in die Mission nach Chungbuk in Zentrum Südkoreas und war als Pfarrer tätig. Mit Gründung des Bistums Cheongju wurde er 1959/60 dessen Generalvikar.
Papst Johannes XXIII. ernannte ihn am 6. Juni 1961 zum ersten Apostolischen Vikar von Inch'on und Titularbischof von Thuburbo Minus. Der Erzbischof von Boston Richard James Kardinal Cushing spendete ihm am 24. August desselben Jahres die Bischofsweihe; Mitkonsekratoren waren John William Comber MM, Generalsuperior der Maryknoll-Missionare, und Petrus Canisius Jean van Lierde OESA, Generalvikar des Vatikans. Am 10. März 1962 wurde er zum ersten Bischof von Incheon ernannt.
McNaughton nahm als Konzilsvater an allen vier Sitzungsperioden des Zweiten Vatikanischen Konzils teil. Von 1965 bis 1981 war er Sekretär der Bischofskonferenz von Südkorea sowie Präsident der Liturgiekommission, Ökumenekommission und weiterer Institutionen. Am 25. April 2002 nahm Papst Johannes Paul II. seinen altersbedingten Rücktritt an.